# Back Chat
Back Chat is een nummer van de Engelse rockband Queen, geschreven door bassist John Deacon. Het nummer is van het album Hot Space het meest beïnvloed door zwarte muziek.
Niet Brian May, maar John Deacon speelt de gitaar solo.